# Mercedes-Benz W 142
La Mercedes-Benz Type 320 a été introduite en 1937 en tant que successeur de la Type 290. Jusqu'en 1942, Daimler-Benz avait livré un total de 6 861 véhicules, dont 1 764 véhicule utilitaire léger militaire. La version longue a reçu la désignation de type simple sans ajout, les modèles avec un empattement plus court étaient identifiés par un "N" ajouté en majuscule ou en minuscule.

## Type 320 N (modèle W 142 I, 1937-1938)
La voiture était construite sur le châssis court de la Type 290. Sa carrosserie est légèrement plus longue et plus large que celle de sa prédécesseur. La voiture est équipée d'un moteur six cylindres en ligne à soupapes latérales d'une cylindrée de 3 208 cm³ et d'une puissance de 78 ch (57 kW). Elle a une boîte de vitesses à quatre vitesses entièrement synchronisée. Le châssis correspond également à celui du modèle W 18 avec un essieu oscillant à l'arrière et un essieu avant avec un ressort à lame transversal et des ressorts hélicoïdaux. En plus du châssis, le cabriolet A et un coupé étaient disponibles en carrosserie d'usine. La calandre était maintenant légèrement inclinée vers l'arrière et sans barre transversale pour les phares, donnant à la voiture un look plus élégant. La voiture atteint une vitesse de pointe de 130 km/h.

## Type 320 (modèle W 142 II, 1937-1939)
Outre le modèle mentionné précédemment, une version sur le châssis long de la W 18 était proposée. Dans ce cas aussi, la carrosserie est plus longue et plus large que celle de la prédécesseur. Techniquement, il n'y avait aucune différence avec la Type 320 n; en plus du châssis, une berline quatre portes, les cabriolets A, B et D, une limousine Pullman, le cabriolet F Pullman, un roadster et une berline profilée étaient également proposés.

## Type 320 WK (modèle W 142 III, 1938-1939)
Un véhicule utilitaire léger militaire de la Wehrmacht (Wehrmacht Kübelwagen, WK) était proposée sur le châssis court. L'avant était dans le style du modèle W 18 avec une barre transversale pour fixer les phares. Elle a quatre portes battantes, un toit décapotable et de gros pneus. Ce modèle atteint une vitesse maximale de 118 km/h.

## Type 320 avec moteur de 3,4 l (modèle W 142 IV, 1939-1942)
En 1938, un moteur six cylindres plus gros d'une cylindrée de 3 405 cm³ a été installé dans le modèle à châssis long. Son taux de compression a été réduit de 1:6,6 à 1:6,25 (ou de 1:7,25 à 1:7,0) afin de faire face à l'essence moins résistante au cliquetis issue de la synthèse du charbon. La puissance du moteur est restée à 78 ch (57 kW). Malgré l'augmentation de la cylindrée, la désignation de modèle "320" est restée. La boîte de vitesses à quatre rapports était dotée d'une surmultiplication supplémentaire (1:0,73). Comme leurs prédécesseurs, les voitures atteignent une vitesse de pointe de 126 km/h.

## Type 340 WK (modèle W 142 IV, 1939-1940)
La W 142 III WK a également été équipée du plus gros moteur en 1939. Dans ce cas, cela n'a pas seulement été exprimé dans la désignation de type, mais a également donné à la voiture une légère augmentation des performances. Avec 80 ch (59 kW), elle atteint la même vitesse de pointe que sa prédécesseur. En 1942, la gamme de modèles a été interrompue en raison de la guerre.

## Galerie photos

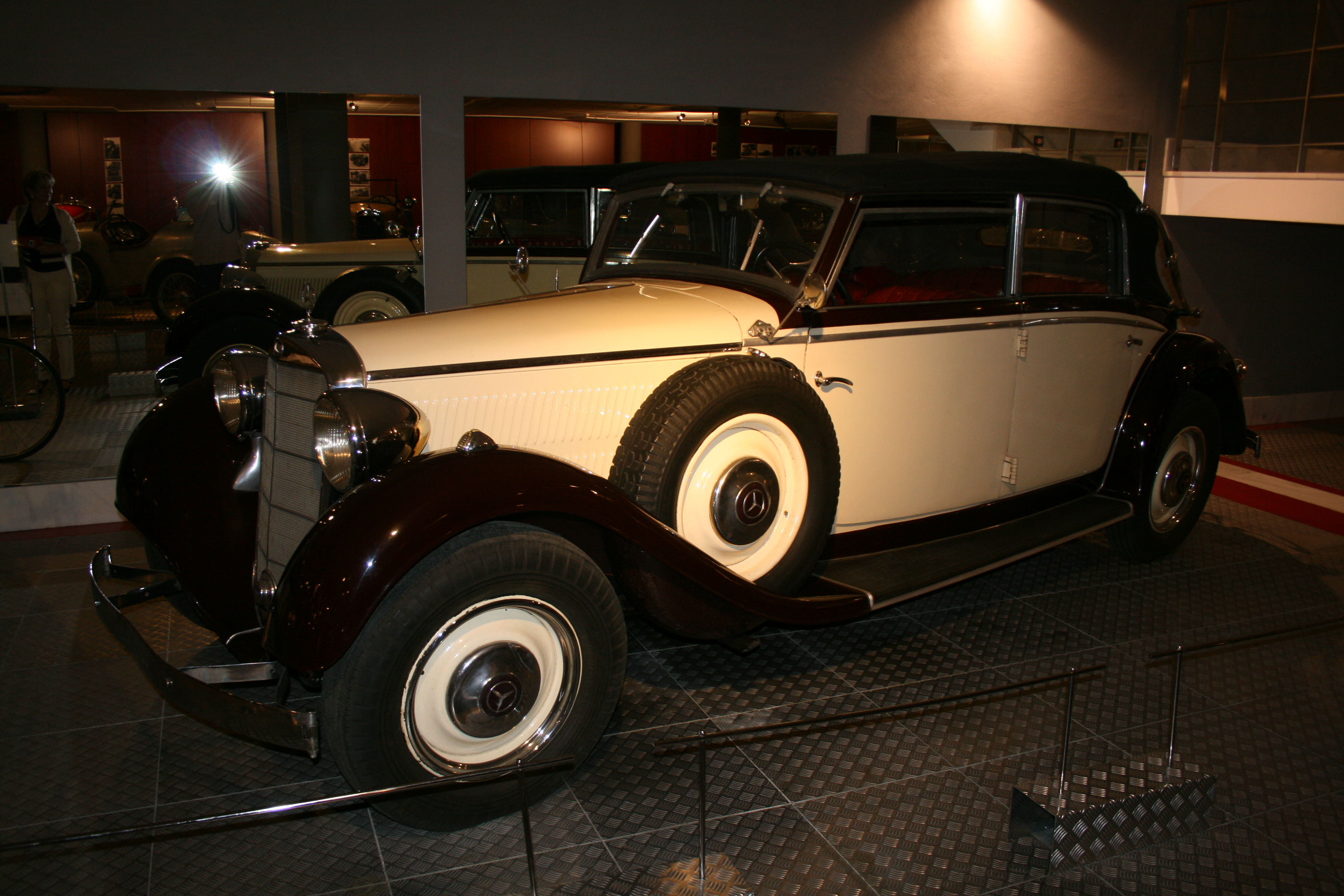
Mercedes-Benz Type 320 Cabriolet D
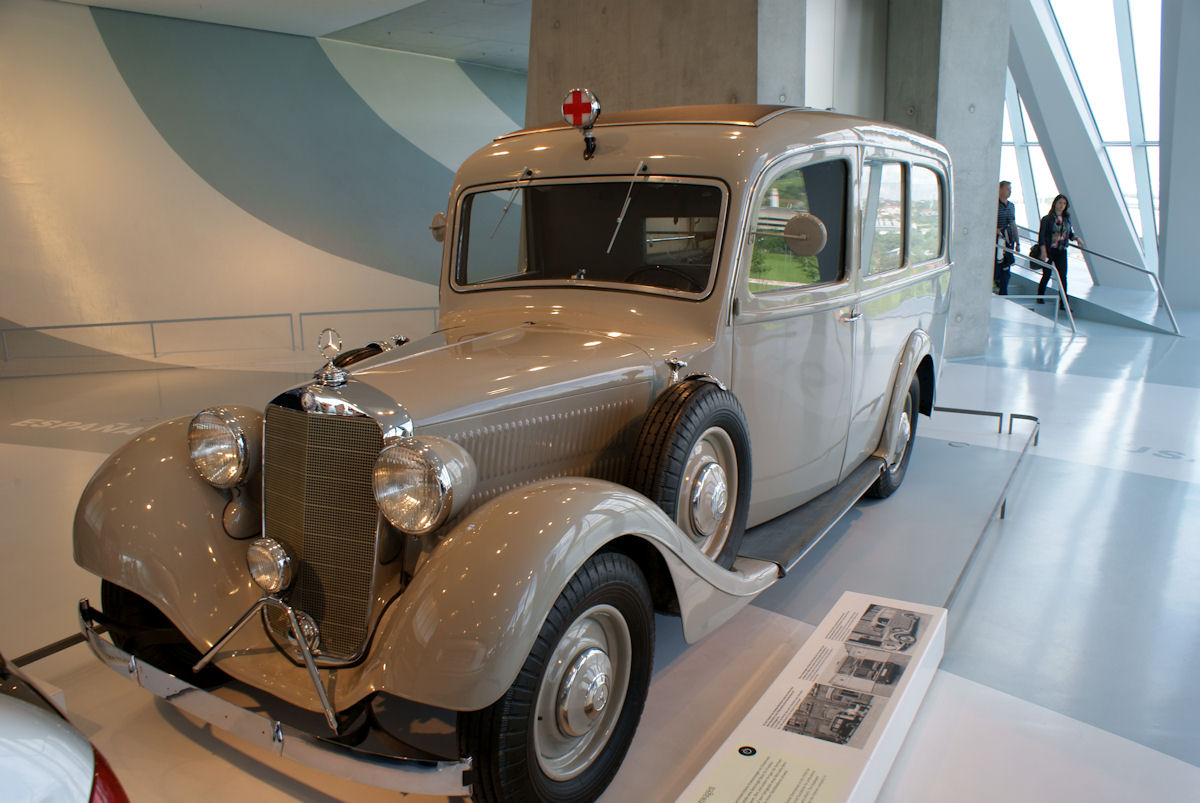
Mercedes-Benz Type 320 ambulance (1937)
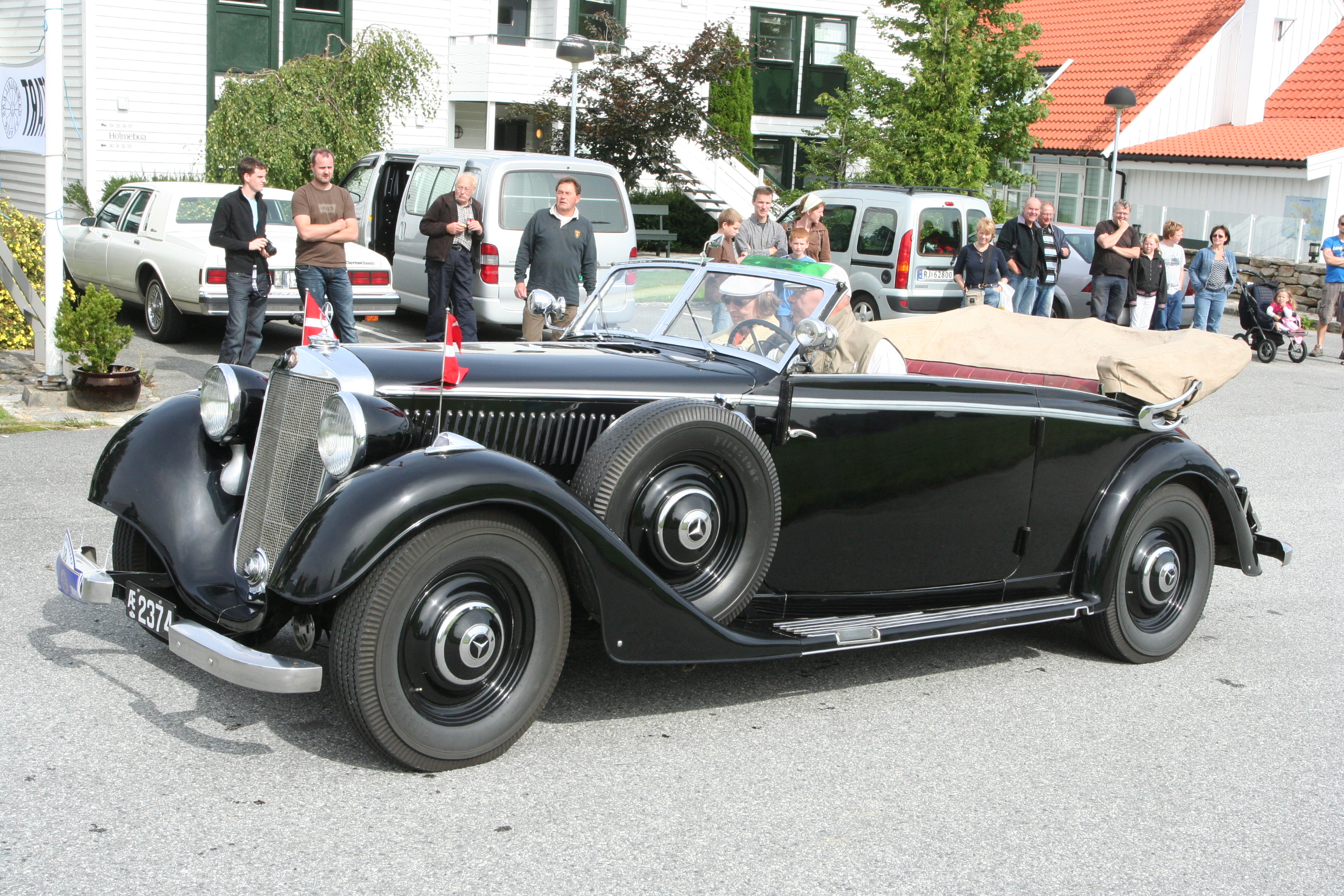
Mercedes-Benz Type 320 cabriolet B (1938)